# Adylson Motta
Adylson Martins Motta GCRB • GOMM (São Luiz Gonzaga, 26 de agosto de 1936) é um cirurgião dentista, jurista e político brasileiro. Pelo Rio Grande do Sul, foi deputado federal durante três mandatos e estadual por dois. Foi também ministro do Tribunal de Contas da União (TCU).
É formado em Odontologia e Direito pela PUC-RS. Ocupou cargos administrativos na Assembleia Legislativa do Rio Grande do Sul onde foi funcionário. Trabalhou na Secretaria de Saúde do Estado até 1978 quando, pela Arena, se elegeu deputado estadual. Reeleito em 1982 já pelo PDS, também chefiou a Casa Civil do governo de Jair Soares. Elegeu-se deputado federal em 1986, sendo reeleito em 1990 e 1994.

## TCU
Com a aposentadoria do ministro Fernando Gonçalves em 1998, coube à Câmara dos Deputados indicar o substituto. Houve três candidatos, e por votação secreta, Motta venceu com 223 votos, contra os 122 votos dados ao deputado Gonzaga Mota (PMDB-CE) e 103 votos a Fernando Lyra (PSB-PE). Confirmado pelo Senado e nomeado pelo presidente da república, renunciou ao mandato de deputado federal para assumir o novo cargo em 20 de janeiro de 1999. Presidiu o Tribunal no biênio 2005 e 2006, ano em que se aposentou.
Admitido à Ordem do Mérito Militar em 1993 no grau de Comendador especial pelo presidente Itamar Franco, Motta foi promovido em 2002 por Fernando Henrique Cardoso ao grau de Grande-Oficial. Em 2005, recebeu do presidente Luiz Inácio Lula da Silva a Grã-Cruz suplementar da Ordem de Rio Branco.